# Fabrizio Ambrassa
Fabrizio Ambrassa (Savigliano, 15 aprile 1969) è un ex cestista e allenatore di pallacanestro italiano.

## Biografia
Guardia-ala di 197 centimetri con la predisposizione per il tiro dalla lunga distanza,, ha giocato con importanti club in Serie A, tra i quali l'Olimpia Milano, la Virtus Roma, la Benetton Treviso e la Virtus Bologna.

### Carriera da atleta
Debutta nel basket professionistico con qualche sporadica presenza nella prima squadra dell'Olimpia Milano, in una formazione che vinse il grande slam nella stagione 1986-87 (scudetto, Coppa Italia, Eurolega) e un ulteriore scudetto l'anno successivo. Viene girato al Basket Rimini in Serie A2 nel biennio 1988-90, quindi torna a Milano dove vince la Coppa Korać 1993.
Poi gioca un anno nella Virtus Roma, un anno alla Benetton Treviso e altre 4 stagioni nella capitale dove non ha vinto nulla, ma ha saputo farsi apprezzare come giocatore e come persona, lasciando ottimi ricordi.
Inizia la stagione 2000-01 all'Andrea Costa Imola, ma nel gennaio 2001 viene prestato a stagione in corso alla Virtus Bologna dove è compagno di reparto di Manu Ginóbili: con la canotta delle vu nere Ambrassa parte dalla panchina, ma con la squadra vince campionato, Coppa Italia ed Eurolega. Terminata la stagione fa ritorno a Imola, essendo ancora sotto contratto coi biancorossi.
Dopo una parentesi nella Liga ACB spagnola ad Alicante e una nella Legadue a Novara, chiude la sua carriera nelle serie minori: gioca la stagione 2004-05 in Serie B2 a San Marino con la Pallacanestro Titano San Marino, poi nel gennaio 2006 scende in C1 a Faenza/Castrocaro, con cui rescinde nel novembre 2006 dopo uno scampolo di B2.

### Carriera da allenatore

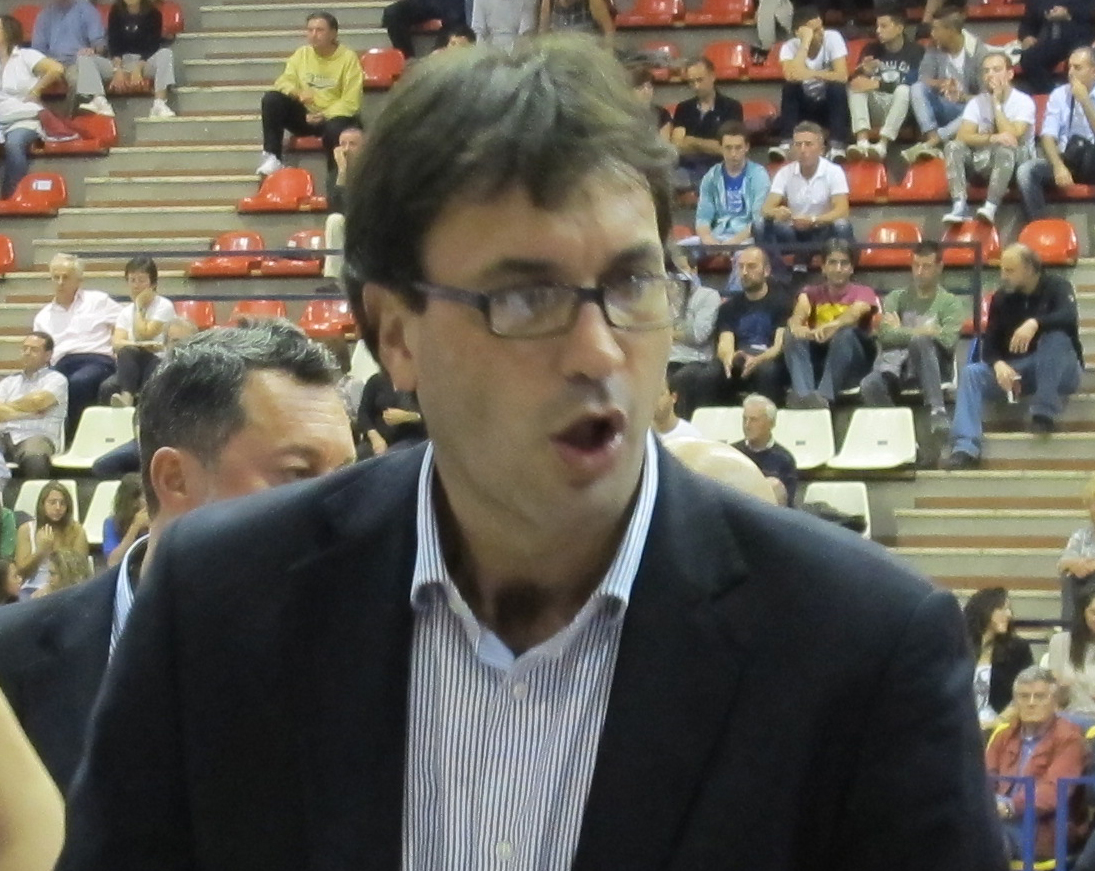
Ambrassa nel 2012 alla guida di Rimini.

Nel 2007 comincia l'attività di allenatore presso il Basket Rimini Crabs come assistente della squadra Under-19. Nella stagione 2008-09 presso la stessa società ottiene il suo primo incarico da head coach subentrando al dimissionario Maurizio Ferro alla guida della formazione Under-15. Da allenatore delle giovanili ha raggiunto per due volte le finali nazionali, arrivando terzo con gli Under-15 nel 2010 e ancora terzo con gli Under-17 nel 2011: in quest'ultima occasione fu premiato come miglior allenatore delle finali.
Dall'estate 2011 assume anche la guida della prima squadra del Basket Rimini Crabs. Chiude il suo primo campionato da capoallenatore al 3º posto nel proprio girone di Divisione Nazionale B e, nello stesso anno, con la formazione Under-14 arriva terzo alle finali regionali del campionato Elite. Nell'anno successivo ottiene la salvezza con la prima squadra e, alla guida della formazione Under-19, raggiunge le finali nazionali dopo aver vinto il proprio girone nel Concentramento Interzona.
Nel giugno 2014 diventa responsabile tecnico delle giovanili della Compagnia dell'Albero, polisportiva ravennate che annovera una sezione cestistica.

## Nazionale
Esordio: 24 giugno 1996, Perth  Italia -  Australia 91 - 105
Presenze: 17

Punti: 90
Ha vestito la maglia azzurra nelle fasi di preparazione alle varie competizioni internazionali, senza partecipare ad eventi internazionali di particolare rilievo.

## Curiosità
È comparso nella pellicola Tutti gli uomini del deficiente, film comico del 1999 scritto dalla Gialappa's Band dove lo stesso Ambrassa recita un castoro nella parte di un giocatore di pallacanestro.

## Palmarès
- Campionato italiano: 2

Olimpia Milano: 1986-87
Virtus Bologna: 2000-01
- Coppa Italia: 2

Olimpia Milano: 1986-87
Virtus Bologna: 2001
- Coppa dei Campioni - Eurolega: 3

Olimpia Milano: 1986-87, 1987-88
Virtus Bologna: 2000-01
- Coppa Korać: 1

Olimpia Milano: 1992-93
- Coppa Intercontinentale: 1

Olimpia Milano: 1987